# Неофит III Червенски
Неофит (на гръцки: Νεόφυτος, Неофитос) е гръцки духовник, епископ на Вселенската патриаршия.

## Биография
Неофит произхожда от Сифнос. Той е племенник на митрополит Даниил Търновски (1802 – 1806) и братовчед на врачанския епископ Антим (1804 – 1813). Служи като протосингел на Търновската епархия. През юли 1804 година е ръкоположен в русенската църква „Света Троица“ за червенски епископ. Ръкополагането е извършено от митрополит Даниил Търновски в съслужение с Хелиополския митрополит Никодим Илиополски от Антиохийската патриаршия и епископ Антим Врачански. По време на Руско-турската война (1806 – 1812) сътрудничи на руснаците. Оттегля се с руските войски във Влашко и през май 1813 година подава оставка. Живее в манастира Снаговяну северно от Букурещ, а след това в манастира Златари в Букурещ. Около 1821 година се установява в Одеса, Руската империя, където умира в началото на 1822 година.